# كلايف وليامز (لاعب اتحاد الرغبي)
كلايف وليامز (بالإنجليزية: Clive Williams)‏ هو لاعب اتحاد الرغبي بريطاني، ولد في 2 نوفمبر 1948 في بورثكاول ‏ في المملكة المتحدة.

## وصلات خارجية
- كلايف وليامز عل موقع إسبنسكروم (الإنجليزية)